# Ippodromo dei Sauri
Ippodromo dei Sauri är en travbana i Castelluccio dei Sauri i provinsen Foggia i Italien, öppnad 1995. Huvudbanans totala längd är 1000 meter.

## Om banan
Travbanan Ippodromo dei Sauri öppnades 1995, och har en total yta på 360 000 kvadratmeter, varav 58 000 kvadratmeter är tillgängliga för publik. Banan arrangerar travlopp året om, tack vare ett milt klimat. 
Huvudbanan är 1000 meter lång och 22 meter bred. Underlaget är tillverkat av magnesium och krossad kalksten. Det finns även en träningsbana i anslutning till huvudbanan, som är 800 meter lång. Banans stallbacke har 200 boxplatser.
Läktarplatserna rymmer ca 16 000 åskådare. Det finns även läktarplatser med tak, med 1300 sittplatser. Banan är även utrustad med belysningssystem, för lopp på kvällstid.